# Helen Wagner
Helen Wagner (Lubbock, 3. rujna 1918. – New York, 1. svibnja 2010.) je bila američka glumica. Najpoznatija je po ulozi Nancy Hughes u američkoj sapunici "Svijet ide dalje" (As the world turns). Helen drži Guinnessov rekord u kategoriji glumice koja je glumila isti lik u televizijskoj sapunici najdulje vremena. Igrala je Nancy pune 54 godine.